# Taft Point
Pour les articles homonymes, voir Taft.
Taft Point est un point de vue panoramique dans la Yosemite Wilderness du parc national de Yosemite, en Californie, aux États-Unis. Situé dans le comté de Mariposa, il offre une vue sur la vallée de Yosemite. Il porte le nom de William Howard Taft, président des États-Unis qui visita le site en octobre 1909 avec John Muir.